# Diablo (datorspelsserie)
Diablo-serien är en spelserie i genren action RPG/hack 'n slash som är skapat och utgivet av Blizzard Entertainment. Namnet Diablo är spanska för djävulen.

## Huvudserien

### Diablo
Spelet går ut på att ta sig ner våning efter våning i en katedral för att döda Diablo, The Lord of Terror, som kommit till den mänskliga världen med hjälp av en korrupt präst vid namn Lazarus. Under tiden utvecklas rollpersonernas förmågor. Man kan välja att spela som en av tre karaktärer; Warrior, Rogue och Sorcerer (en krigare, en bågskytt och en magiker). Spelet har även varit väldigt populärt multiplayer på Battle.net.

### Diablo II
Handlingen i Diablo II är uppdelad i 4 olika akter, där man i sista akten till slut konfronterar Diablo. I varje akt utgår spelaren ifrån en stad där denne får olika uppdrag eller Quests som spelaren måste ta sig an, det kan vara allt ifrån att döda ett visst monster till att sätta ihop en magisk stav. Trots att inte alla uppdrag är nödvändiga brukar många ge belöningar som mer färdighetspoäng, runor eller dylikt. I varje akt finns det en "boss" som man måste döda för att komma vidare till nästa akt.

### Diablo III
Spelet utspelar sig 20 år efter det att Diablo, Mephisto och Baal dödats. Deckard Cain befarar att ondskan är på väg tillbaka och beger sig till katedralen i Tristram för att leta efter ledtrådar. Kort därefter slår en komet plötsligt ner i Tristram, på just den plats där Diablo först kom till den dödliga världen. Kometen markerar början på en ny tid av mörker och kallar på nya hjältar som måste bekämpa ondskan.

### Diablo IV
Nästkommande spel, annonserat 1 november 2019.

## Expansionsspel

### Diablo: Hellfire
Spelet handlar om demonen Na-Krul och introducerar en ny klass, nämligen munk. Förutom detta så introducerades även två nya grottyper, fler uppdrag, uppdateringar till kontrollerna, nya utrustningar och nya vapen. Handlingen i Hellfire räknas inte som kanon och ignorerades därför helt i uppföljaren Diablo II och varken Blizzard eller Sierra har länkar till produkten på sina respektive webbplatser.

### Diablo II: Lord of Destruction
Handlingen tar vid där Diablo II slutade. Expansionen handlar om den slutgiltiga striden mot Baal (Diablos bror och den siste av The Prime Evils). Efter att Diablo dödats öppnar ärkeängeln Tyrael en portal till högländerna och staden Harrogath, där den femte och sista akten utspelar sig. Harrogath ligger vid foten av Mount Arreat, ett berg i vilket The Worldstone, Världsstenen, finns. Denna upprätthåller barriären mellan den Dödliga världen och Helvetet. Berget vaktas av en barbarstam som skyddat berget sedan urminnes tider.
Baal är på väg mot berget för att korrumpera Världsstenen och därmed döma världen till undergång. Spelaren måste förhindra att detta inträffar och döda Baal innan det är för sent.

### Diablo-serien
| Volym | Titel                         | Författare                                   | Utgivningsår |
| ----- | ----------------------------- | -------------------------------------------- | ------------ |
| 1     | Diablo: Legacy of Blood       | Richard A. Knaak                             | 2001         |
| 2     | Diablo: The Black Road        | Mel Odom                                     | 2002         |
| 3     | Diablo: The Kingdom of Shadow | Richard A. Knaak                             | 2002         |
| 4     | Diablo: Moon of the Spider    | Richard A. Knaak                             | 2006         |
| –     | Diablo Archive                | Richard A. Knaak, Mel Odom & Robert B. Marks | 2008         |

### The Sin War-serien
| Volym | Titel                         | Författare       | Utgivningsår |
| ----- | ----------------------------- | ---------------- | ------------ |
| 1     | Diablo: Birthright            | Richard A. Knaak | 2006         |
| 2     | Diablo: Scales of the Serpent | Richard A. Knaak | 2007         |
| 3     | Diablo: The Veiled Prophet    | Richard A. Knaak | 2007         |